# Forum (programma televisivo)
Forum è un programma televisivo italiano di genere giudiziario, trasmesso da Canale 5 e Rete 4. Il programma ha esordito il 29 settembre 1985 venendo trasmesso da allora con continuità, diventando uno dei programmi di maggior successo delle reti Mediaset nonché il programma più longevo dell'azienda.

## Il programma
Nel programma viene mostrato un processo giudiziario con attori che ricostruiscono casi giudiziari; una piccola parte delle ricostruzioni trae origine da vere sentenze emesse dallo Stato italiano, mentre le altre parti sono figuranti che vengono selezionati con un casting i quali poi devono attenersi a un copione.
Alla conduzione del programma si sono alternate nel corso degli anni solo donne: Catherine Spaak, Rita dalla Chiesa, Paola Perego e Barbara Palombelli. Inizialmente il ruolo del giudice fu ricoperto unicamente da Santi Licheri; successivamente vennero aggiunti altri giudici, alternati fra loro, come Tina Lagostena Bassi, Ferdinando Imposimato, Maretta Scoca, Francesco Foti e Nino Marazzita.

## Programmazione
Dopo le prime otto stagioni in differita, a partire dalla nona stagione (1993-1994) il programma va in onda in diretta permettendo una maggiore interazione con il pubblico da casa, inizialmente attraverso un numero di fax, ed in seguito con l'utilizzo delle e-mail, e dei profili su Facebook, Twitter e Instagram. Da marzo 2012 al 2018 le ultime puntate della stagione venivano registrate per abbattere i costi di produzione. 
- Forum su Canale 5 va in onda dal lunedì al sabato dalle 11:00 alle 13:00.
- Lo Sportello di Forum su Rete 4 va in onda dal lunedì al sabato dalle 14:00 alle 15:30.
- Repliche: La trasmissione va in onda in replica il sabato, durante le festività natalizie e nel periodo estivo, sempre nello stesso slot orario del programma.

## Format
Il programma utilizza la formula dell'arbitrato rituale per risolvere controversie tra due parti in materia di questioni condominiali, sinistri stradali, problematiche familiari. La maggior parte dei casi trattati viene selezionata tra quelli inviati tramite corrispondenza alla redazione della trasmissione, ricostruiti e impersonati da dei figuranti, mentre gli altri sono una ricostruzione di casi espressi dallo Stato Italiano. Non si tratta di sentenze ufficiali (che possono essere emesse solo dalla magistratura giudicante), ma di lodi arbitrali; questi ultimi non vengono però applicati dal momento che i contendenti che si presentano davanti al giudice arbitro sono figuranti, chiamati a raccontare le cause. Ogni causa viene analizzata tramite il dibattimento tra le parti diretto dal giudice. Alla conclusione dell'udienza, il giudice si ritira per deliberare e la conduttrice approfondisce i fatti, intervista il pubblico e legge i commenti inviati dai telespettatori. In ogni puntata viene richiesto un giudizio anche al pubblico in studio, che si esprime attraverso l'uso di sassolini da apporre dentro due diversi contenitori, uno per ognuno dei contendenti della causa, che vengono poi posizionati sui piatti di una bilancia (la bilancia è anche simbolo del programma stesso). Nelle puntate in onda dal 2008 al 2011 non viene richiesto un giudizio al pubblico in studio ma ai telespettatori da casa, i quali potevano votare attraverso l'utilizzo di una bilancia virtuale disponibile nel sito del programma.

## Storia del programma

### Le prime edizioni (1985-1997)
Forum va in onda per la prima volta il 29 settembre 1985 su Canale 5, all'interno della trasmissione Buona Domenica di Maurizio Costanzo, con la conduzione di Catherine Spaak (subentrata a Costanzo, scelto inizialmente come conduttore). Fin dalla prima puntata sono presenti nel cast il giudice Santi Licheri, ex magistrato ed ex avvocato nonché Presidente aggiunto onorario della Corte di cassazione, Pasquale Africano nelle vesti di guardia giurata e co-conduttore e i collaboratori Fabiano Lo Faro e Roberta Orlandi. Visto il successo il programma torna anche nella stagione successiva sempre all'interno di Buona Domenica. All'appuntamento domenicale viene inoltre aggiunta nel 1987 una speciale edizione estiva di 9 appuntamenti in seconda serata. Nella stagione 1987/1988 il programma, giunto alla sua terza edizione e condotto ancora una volta dalla Spaak, mantiene l'appuntamento alla domenica, questa volta all'interno de La giostra di Enrica Bonaccorti. 
Il 23 settembre 1988 parte la quarta edizione, caratterizzata da due novità: a Catherine Spaak subentra Rita dalla Chiesa, mentre il programma si sposta nella seconda serata del venerdì, diventando per la prima volta una trasmissione autonoma. Il programma ottiene un successo crescente di pubblico e viene riproposto in replica dal 31 luglio al 31 agosto 1989 con il titolo di Forum Estate. La quinta stagione prende il via il 20 settembre, sempre in seconda serata, ma il mercoledì. La sesta stagione del programma, in onda nella stagione 1990/1991, non presenta particolari novità e mantiene la collocazione oraria dell'anno precedente. Dal 16 settembre 1991 il programma viene promosso come appuntamento quotidiano del primo pomeriggio. 
A partire dal 24 febbraio 1992 nasce anche un breve spin-off del programma intitolato Affari di famiglia, che tratta esclusivamente cause di famiglia,. Visto il buon riscontro, l'esperimento di Affari di famiglia torna nell'estate del 1992 e in tutta la stagione 1992/1993 nella prima serata del mercoledì. Nella stessa stagione, iniziata il 14 settembre, Forum anticipa l'orario di messa in onda alle 13:30 sostituendo Non è la RAI (il quale prosegue su Italia 1).. Dal 20 settembre 1993 Forum passa nella fascia oraria mattutina, conquista la diretta e trasloca nel più ampio studio 1 del Centro Safa Palatino. Nel 1994 è la volta di Forum di sera, appuntamento in prima serata nel quale la conduttrice è protagonista anche di un salotto vip e affronta cause insolite.
Il 12 settembre 1994 prende il via la decima edizione, alla quale prendono parte con la rubrica Dice lui, dice lei, i futuri coniugi Maurizio Costanzo e Maria De Filippi. Il 15 giugno 1995 si festeggia la puntata numero 2000. Nell'estate dello stesso anno viene realizzata una seconda edizione di Forum di Sera, che però viene sospesa per bassi ascolti dopo due sole puntate. I restanti appuntamenti, precedentemente registrati, vanno in onda la domenica pomeriggio con il titolo Speciale Forum. A partire dal 1996 il programma passa gradualmente su Rete 4, dove Rita dalla Chiesa conduce una nuova serie di Forum di sera. Il 16 settembre 1996 comincia la 12ª edizione che si conclude il 14 giugno 1997.

### Il passaggio su Rete 4 (1997-2007)
Data per anacronistica dall'allora direttore di Canale 5 Giampaolo Sodano, il quale aveva pensato di cancellare Forum, l'8 settembre del 1997 (13ª edizione) il programma si sposta su Rete 4 con la conduzione di Paola Perego, ottenendo per anni ottimi risultati. Dal 1998 il giudice Licheri viene affiancato nel suo ruolo dall'avvocato Tina Lagostena Bassi e nel 2001 i giudici diventano tre, con l'arrivo del magistrato Ferdinando Imposimato. La stagione 1998/1999 viene anticipata da una speciale prima serata intitolata Il galà di Forum. Alla serata, in onda il 13 settembre, prendono parte personaggi, assistenti e inviati che, durante i 13 anni di programmazione, hanno contribuito alla crescita e al consolidamento della trasmissione. Paola Perego rimane alla guida del programma per altre quattro edizioni, lasciando il programma alla fine della stagione 2002/2003.
Dall'8 settembre 2003 (19ª edizione) il programma viene di nuovo affidato alla storica conduttrice Rita dalla Chiesa, mentre l'anno successivo viene raggiunto il traguardo della 20ª edizione, anniversario celebrato con una prima serata il 16 settembre 2004 alla quale partecipano tutti i personaggi che hanno collaborato al programma negli anni di attività. Nella stessa serata la storica guardia giurata del programma Pasquale Africano annuncia di volersi ritirare dal suo incarico. Al suo posto torna Fabrizio Bracconeri, già aiutante nei primi anni novanta, che affianca così la conduttrice e Marco Senise. Nel giugno del 2005, lo stesso gruppo autoriale sperimenta in prima serata il pilot Il verdetto, che però ottiene scarsi risultati. La 22ª stagione (2006-2007), inizia il 4 settembre e si rivela ricca di cambiamenti. Il programma, che nel frattempo si è arricchito di spazi dedicati ai quesiti giunti in redazione attraverso lettere o video-messaggi, guadagna un'ora in più al giorno e quindi propone alle 14 dopo il TG4, la Sessione pomeridiana con inizio dal lunedì 13 novembre alle 14:10 e a tal proposito si aggiunge una nuova personalità al team di giudici arbitri: l'avvocato Luigi Di Majo. Da lunedì 11 a sabato 30 giugno 2007 Forum propone alcune delle repliche nell'access prime time (con il titolo di Forum Preserale). Lunedì 10 settembre 2007 il programma viene confermato per la 23ª stagione, sempre su Rete 4, allo storico orario mattutino ed è confermata anche la sessione pomeridiana delle 14. Si aggiunge un nuovo giudice, l'avvocato Maretta Scoca.

### Il doppio appuntamento quotidiano tra Canale 5 e Rete 4 (dal 2008)
Dal 7 gennaio 2008 Forum torna su Canale 5, dalle 11:00 alle 13:00, dal lunedì al sabato. Con il ritorno sulla rete ammiraglia vi sono alcuni cambiamenti scenografici, nella grafica e di sigla, quest'ultima rinnovata. La Sessione pomeridiana, invece, rimane su Rete 4. Dal 24 gennaio si aggiunge un nuovo giudice, l'avvocato Beatrice Dalia, al posto di Tina Lagostena Bassi che, ritiratasi dal 19 febbraio per una malattia, morirà poi il 4 marzo. Il 19 fa la sua comparsa l'avvocato Stefano Marzano. Il programma rimane su Canale 5 anche per la 24ª edizione: da questa stagione la trasmissione viene prodotta oltre che dalla società RTI, anche dalla Corìma.
L'8 settembre inizia una nuova stagione con uno studio rinnovato, più grande del precedente, e una nuova scenografia. Nel programma fanno il loro ingresso il notaio Francesco Riccio e il giudice Raffaello Ciardi, in sostituzione di Luigi Di Majo e Ferdinando Imposimato che hanno lasciato la trasmissione. All'inizio di questa stagione la sessione pomeridiana va in onda anche il sabato con puntate inedite e prende il titolo di Forum: sessione pomeridiana del sabato. Tuttavia dopo un mese dall'inizio della messa in onda, senza alcun preavviso, il sabato vengono mandate in onda le repliche. La stagione televisiva 2008-2009 si conclude il 29 maggio 2009.
Dal 7 settembre 2009 va in onda la 25ª edizione di Forum. Come le precedenti stagioni Forum va in onda su Canale 5, mentre la Sessione pomeridiana va in onda su Rete 4. Dal 1º marzo 2010 la Sessione pomeridiana viene anticipata alle 13:50 dove viene trattato un breve caso o trattato un argomento con il pubblico ed esperti. Per la prima volta non è più presente il giudice Santi Licheri, ormai 91enne. Anche il giudice Raffaello Ciardi, dopo una sola stagione, abbandona il programma. Nel cast giuridico fanno il loro ingresso quindi l'avvocato Francesco Foti e il giudice Giovanni Flauti.
La 26ª edizione parte lunedì 6 settembre 2010, con la conferma di tutti i giudici e della scaletta del programma. Inoltre da novembre, per soli due mesi, Rete 4 propone il sabato alle 13:25 per 25 minuti, prima di Forum: sessione pomeridiana del sabato, Forum Bau, uno spazio che si occupa del mondo degli animali, fortemente voluto da Rita dalla Chiesa. Da settembre del 2010 fino a dicembre del 2011 nella sessione pomeridiana del venerdì, verso le 15:00 per un quarto d'ora oppure nell'anteprima, partecipa l'avvocato Massimiliano Dona (Unione nazionale consumatori) che risponde alle e-mail che inviano i telespettatori di Forum da casa. La 26ª stagione si chiude con le puntate di venerdì 3 giugno 2011 dove vengono mostrate numerose clip che riguardano i giudici ed i conduttori del programma. Partecipano a questa puntata tutti i giudici seduti nelle poltrone del pubblico, tranne Beatrice Dalia. Dopo aver proposto le consuete repliche come ogni anno per tutta l'estate, nella stagione 2011-2012 Forum su Canale 5 giunge alla sua 27ª edizione e la Sessione pomeridiana su Rete 4 con la sua sesta edizione dal 5 settembre, con una nuova grafica e una scenografia leggermente rivisitata: nella trasmissione mattutina di Canale 5 lo studio è azzurro, mentre nella Sessione pomeridiana di Rete 4 diventa giallo. Fanno parte del cast giuridico di Forum i giudici arbitri: Maretta Scoca (solo per la Sessione Pomeridiana), Beatrice Dalia, Stefano Marzano, Francesco Riccio, Francesco Foti e Italo Ormanni. Da questa stagione, nella Sessione Pomeridiana del venerdì va in onda il "minestrone" dove vengono riproposti i momenti più divertenti della settimana. Da martedì 10 gennaio 2012 è possibile interagire con il programma oltre che con la mail anche tramite Twitter, ma dal 13 marzo il programma, per la prima volta in 19 anni, perde la diretta in seguito a un pesante taglio del budget e vengono così meno le interazioni con il pubblico a casa. La stagione si conclude con le puntate del 1º giugno, dove vengono mostrate numerose clip e nelle quali Italo Felici, storico ideatore del programma, annuncia che andrà in pensione. Dal 4 Forum e la sessione pomeridiana vanno in onda con le consuete repliche fino al 28 luglio, per poi andare in pausa, solo per quest'anno, ad agosto.
Nella stagione 2012-2013 Forum riparte su Canale 5 con la sua 28ª edizione e la Sessione pomeridiana in onda su Rete 4 diventa Lo sportello di Forum, inizialmente previsto come una sorta di spazio consulenza. Dopo la registrazione di due puntate pilota, però, la formula non convince la rete; pertanto, a pochi giorni dall'avvio della nuova edizione, vengono registrate le prime puntate con una formula rivista in cui Rita dalla Chiesa è seduta su un divano rosso da cui presenta e commenta da sola le cause proposte, senza il supporto degli assistenti del mattino e del pubblico. Questa nuova versione pomeridiana del programma va in onda subito dopo la nuova edizione del TG4 delle 14:00, dal 3 settembre 2012. I giudici della 28ª edizione di Forum sono Beatrice Dalia, Stefano Marzano, Francesco Foti, Maretta Scoca e Italo Ormanni. Forum in questa stagione parte con puntate registrate dove manca l'interazione con il pubblico da casa; il programma subisce un grosso calo degli ascolti e così dal 9 ottobre la trasmissione mattutina torna in diretta. Per l'anno 2012 l'ultima puntata in diretta di Forum e l'ultima puntata nuova de Lo sportello di Forum vanno in onda il 14 dicembre lasciando il posto alle repliche natalizie. Da lunedì 7 gennaio 2013 Forum torna in diretta con la prima puntata del nuovo anno; anche lo Sportello torna con le nuove puntate. Il 20 febbraio il programma torna in onda registrato anche al mattino con tutte le puntate registrate da settembre a febbraio, secondo la strategia di risparmio Mediaset, fino alla fine di quest'edizione. Il 31 maggio va in onda l'ultima puntata della 28ª edizione di Forum su Canale 5 mentre l'ultima puntata de Lo Sportello di Forum su Rete 4 va in onda il giorno dopo. Nell'ultima puntata vengono proposte numerose clip tra cui una in cui si rivedevano tutti i saluti di tutte le edizioni condotte da Rita dalla Chiesa. Dal 3 giugno vanno in onda le repliche per tutta l'estate.

### L'abbandono improvviso di Rita dalla Chiesa, l'arrivo di Barbara Palombelli e il ritorno alla diretta (dal 2013)
Nell'estate del 2013 avviene una vera e propria rivoluzione: Rita dalla Chiesa, dopo aver condotto in totale ben 19 edizioni di Forum, abbandona il programma, per approdare nel pomeriggio di LA7 con una nuova trasmissione (che però non vedrà mai la luce); anche Fabrizio Bracconeri, dopo aver partecipato a 13 edizioni complessive, e Marco Senise, che ha preso parte a 15 stagioni, escono di scena.
Dal 9 settembre comincia la 29ª edizione di Forum su Canale 5 e un'altra edizione de Lo sportello di Forum su Rete 4. La novità principale riguarda la conduzione, affidata a Barbara Palombelli, che promette un'edizione dal taglio più giornalistico e meno volta all'intrattenimento. Ad affiancare la nuova conduttrice, tre ragazzi: Giada Massara (già nel gruppo dei redattori del programma nelle precedenti edizioni), Valeria Altobelli e Antonio Frascadore (alla postazione web). Nel programma fa il suo ingresso nel cast giuridico l'avvocato Nino Marazzita, mentre lascia la trasmissione il giudice Italo Ormanni. Fanno parte quindi del cast giuridico della 29ª edizione i giudici Beatrice Dalia, Stefano Marzano, Francesco Foti, Maretta Scoca e Nino Marazzita. Dopo alcuni anni di assenza, torna la diretta per l'edizione mattutina. Anche Lo Sportello di Forum, inizialmente in onda registrato, dall'11 novembre riacquista la diretta. Da martedì 7 gennaio 2014 Lo Sportello di Forum anticipa il suo inizio alle 14:00, al posto dell'edizione pomeridiana del TG4, soppressa per bassi ascolti già dal 23 dicembre. L'ultima puntata in diretta di Forum e de Lo Sportello di Forum va in onda l'8 aprile, il giorno dopo si registrano le ultime due puntate della stagione, come già accaduto la scorsa edizione; dal giorno successivo vanno in onda delle nuove puntate registrate nel periodo settembre-marzo dopo la diretta giornaliera, secondo la strategia di risparmio Mediaset, fino alla fine di questa stagione. Il 30 maggio vanno in onda le ultime puntate di Forum e Lo Sportello di Forum dove vengono trattate cause divertenti presiedute da tutti i giudici, vengono mostrate numerose clip e si dà appuntamento per la 30ª edizione del programma. Dal 2 giugno vanno in onda le repliche per tutta l'estate. Dal 14 luglio, inoltre, Lo Sportello di Forum viene anticipato da un'anteprima della durata di 15 minuti dove viene riproposta una causa e la relativa sentenza della scorsa edizione, e va in onda fino al 9 agosto.
Per festeggiare la 30ª edizione del programma, domenica 7 settembre 2014 dalle 15:45 alle 19:55 su Canale 5 va in onda una puntata speciale in diretta, nella quale è ospite Maurizio Costanzo e vengono trattati tre temi: scambio di provette, religione e mediazione familiare. All'inizio della puntata sono stati ricordati i personaggi più importanti di questi 30 anni. La 30ª edizione di Forum e la 3ª edizione de Lo Sportello di Forum iniziano in diretta il giorno dopo sia su Canale 5 che su Rete 4. Lo studio e la scaletta del programma sono rimasti invariati; il giudice Stefano Marzano dopo più di 6 anni lascia il programma. In questa edizione gli ascolti del programma crescono arrivando a toccare nella puntata mattutina il 20% di share e nella pomeridiana l'8,97%, riportando il programma ad ottimi livelli di ascolto e superando la concorrenza. Nella puntata di Forum del 7 novembre presiede la causa l'avvocato Maria Giovanna Ruo in qualità di difensore dei diritti del minore. La diretta del programma per il 2014 si conclude l'11 dicembre e dal giorno dopo vanno in onda le repliche natalizie fino a martedì 6 gennaio 2015; il giorno dopo riprende la diretta della trasmissione per entrambe le "versioni" del programma. Il giudice Beatrice Dalia, dopo quasi 7 anni, annuncia nel suo profilo Facebook di aver lasciato la trasmissione; tuttavia verrà vista in alcune puntate de Lo Sportello di Forum che ha registrato precedentemente all'addio; a sostituirla dal 14 gennaio è il giudice Maria Giovanna Ruo, già introdotta nel cast dei giudici alcune settimane prima. Il 15 aprile va in onda l'ultima puntata in diretta de Lo Sportello di Forum; il giorno dopo va in onda l'ultima puntata in diretta di Forum e nello stesso pomeriggio vengono registrate le ultime puntate della trasmissione. Dal 16 aprile, per il quarto anno consecutivo, secondo la strategia di risparmio Mediaset, il programma va in onda con delle puntate inedite registrate da settembre ad aprile dopo le dirette giornaliere. Le ultime puntate inedite della trasmissione di questa stagione, sia della versione mattutina che di quella pomeridiana, vanno in onda il 12 giugno. Dal 15, per tutta l'estate, vanno in onda le repliche della stagione appena conclusa. Il 25 luglio vengono stoppate le repliche su Rete 4 e dal 27 vanno in onda solo quelle su Canale 5.
La nuova stagione del programma si apre con una puntata speciale domenica 6 settembre 2015 dalle 15:40 alle 20:00 dedicata alla famiglia; si trattano tre cause giudiziarie che hanno raccontato i cambiamenti avvenuti nelle famiglie dai primi anni del Novecento ad oggi. Il giorno dopo invece iniziano i normali appuntamenti in diretta della nuova edizione del programma, confermato sia su Canale 5 alle 11:00 che su Rete 4 alle 14:00 con la conduzione di Barbara Palombelli. È affiancata da Valeria Altobelli, presente anche quest'anno, e da tre nuovi volti: Enrico Cimolai al posto di Giada Massara, tornata dietro le quinte del programma, Giulia Giorgi e Claudio Giambene, che sostituiscono Antonio Frascadore, e rappresentano la redazione giornalistica di Forum. Cambiamenti anche nel cast giuridico: si aggiunge ai confermati Francesco Foti, Nino Marazzita, Maretta Scoca, Maria Giovanna Ruo, la nuova giudice Giovanna Carla De Virgiliis. Il 24 novembre, oltre ai normali appuntamenti quotidiani, Forum va in onda con uno speciale intitolato Forum presenta: Libere dalla violenza?, in seconda serata su Canale 5, in occasione della Giornata internazionale contro la violenza sulle donne. La trasmissione, dalla durata di quasi 2 ore, viene incentrata in alcuni racconti di donne che hanno subito violenze, con la partecipazione di numerosi esperti in studio e numerosi servizi; partecipa alla trasmissione l'avvocato Nino Marazzita. Le nuove puntate del programma per il 2015 terminano l'11 dicembre e dal giorno dopo vanno in onda le repliche natalizie intitolate Il meglio di Forum Natale fino a mercoledì 6 gennaio 2016; il giorno dopo riprende la diretta della trasmissione per entrambe le "versioni" del programma. Il 18 aprile va in onda l'ultima puntata in diretta de Lo Sportello di Forum; il giorno dopo va in onda l'ultima puntata in diretta di Forum e nello stesso pomeriggio vengono registrate le ultime puntate della trasmissione. Dal 19 aprile, per il quinto anno consecutivo, secondo la strategia di risparmio Mediaset, il programma va in onda con delle puntate inedite registrate da settembre ad aprile dopo le dirette giornaliere. Il 25 maggio e il 3 giugno su Canale 5 vengono riproposte delle repliche in quanto c'è stato un errore sul conteggio delle puntate da registrare, due in meno del necessario, su Rete 4, invece, vanno in onda normalmente puntate registrate de Lo Sportello di Forum. Le ultime puntate inedite della trasmissione di questa stagione, sia della versione mattutina che di quella pomeridiana, vanno in onda il 10 giugno con la partecipazione di tutti i giudici del programma, vengono mostrate svariate clip e ringraziati tutti i collaboratori della trasmissione; dal giorno dopo partono le consuete repliche estive della trasmissione per entrambi gli appuntamenti in attesa della 32ª edizione. Il 1º e il 2 settembre vanno in onda due puntate inedite di Forum della stagione appena conclusa non andate in onda durante l'anno.
Lunedì 5 settembre 2016 partono le nuove edizioni del programma, alle 11:00 su Canale 5 con Forum e alle 14:00 su Rete 4 con Lo Sportello di Forum sempre con la conduzione di Barbara Palombelli, con uno studio completamente rinnovato. Ad affiancare la conduttrice in studio ci sono quattro ragazzi: Paolo Ciavarro, figlio di Massimo Ciavarro ed Eleonora Giorgi; Camilla Ghini, figlia di Massimo Ghini; Sofia Odescalchi, figlia del principe Carlo Odescalchi; e Camilla Tedeschi, figlia di Corrado Tedeschi (non saranno presenti tutti insieme ma faranno i turni) ed i riconfermati Giulia Giorgi e Claudio Giambene. Da questa edizione è stata introdotta una nuova figura che affianca il giudice di turno in aula: l'assistente legale; questo ruolo è ricoperto da Marina Spoletini e Daniele La Valle (il quale arriva il 20 settembre in sostituzione di Manuel Paroletti), già assistenti legali della trasmissione negli anni precedenti dietro le quinte. Domenica 11 settembre va in onda uno speciale intitolato Forum presenta I Nuovi diritti, dalle 14:00 alle 18:50 su Canale 5; Le cause, seguite da approfondimenti in studio con numerosi servizi e ospiti (la senatrice Monica Cirinnà, Imma Battaglia, leader del movimento LGBT, Francesco Montecchi, neuropsichiatra infantile, monsignor Mauro Cozzoli, teologo e scrittore, Alberto Villani, Direttore dell'Unità Operativa Complessa di Pediatria Generale dell'Ospedale Pediatrico Bambin Gesù di Roma), hanno trattato di unioni civili, privacy sul web, alimentazione e svezzamento vegano. In questa puntata le cause sono state esaminate dai giudici Melita Cavallo, ex presidente del Tribunale per i minori di Roma; e Simonetta Agnello Hornby, ex-giudice in Inghilterra, scrittrice e avvocato di fama internazionale. Il 1º dicembre entra a far parte del cast giuridico di Forum un nuovo giudice: Massimo Brandimarte, per vent'anni magistrato di sorveglianza e Presidente del Tribunale di sorveglianza di Taranto. Il 12 dicembre va in onda l'ultima puntata inedita della trasmissione per entrambi gli appuntamenti. Il giorno seguente partono le repliche natalizie intitolate Il meglio di Forum Natale senza nessun preavviso al pubblico, fino al 7 gennaio. Il 9 gennaio riprende la diretta della trasmissione sia su Canale 5 che su Rete 4 fino all'11 aprile; il giorno seguente vengono registrate le puntate finali del programma. Dal 2 marzo il giudice Massimo Brandimarte non fa più parte della trasmissione, per candidarsi come nuovo sindaco a Taranto. Da mercoledì 12 aprile, per il sesto anno consecutivo, secondo la strategia di risparmio Mediaset, il programma va in onda con delle puntate inedite registrate nel periodo settembre-aprile dopo le dirette giornaliere fino al 16 giugno, quando va in onda l'ultima puntata con i saluti al pubblico. In questa edizione la trasmissione mattutina registra un notevole aumento di ascolti, con puntate che toccano 1 800 000 telespettatori e il 21% di share, superando quotidianamente, per la prima volta, da quando Barbara Palombelli conduce il programma, oltre che Tempo & denaro anche La prova del cuoco, in onda su Rai 1. Come ogni estate dal 17 giugno al 9 settembre 2017 vanno in onda le repliche di Forum e Lo Sportello di Forum.
Domenica 10 settembre 2017 va in onda una puntata speciale del programma, dalle 14:00 alle 18:50 su Canale 5 dal titolo Forum presenta: Il Diritto alla Vita. Dal giorno dopo, riprende la diretta del programma con la prima puntata della 33ª edizione in entrambi gli appuntamenti. Interamente confermato il cast giuridico ed artistico fatta eccezione per Camilla Tedeschi che lascia la trasmissione dopo una sola stagione; il suo posto viene preso da Edoardo Donnamaria. Lo studio del programma viene in parte rinnovato. Il 1º dicembre presiede eccezionalmente un nuovo giudice: Gianfranco D'Aietti. Il nuovo giudice non appare poi nelle puntate successive della trasmissione. Dall'11 dicembre entra a far parte del cast artistico del programma Ladislao Liverani, in sostituzione di Paolo Ciavarro nelle sole puntate de Lo Sportello di Forum, in quanto quest'ultimo è impegnato con il daily di Amici, in onda su Real Time allo stesso orario della puntata pomeridiana di Forum. Ladislao Liverani sostituisce Paolo Ciavarro anche in alcune puntate di Forum su Canale 5. Il 15 dicembre vanno in onda le ultime puntate inedite di Forum e Lo Sportello di Forum per quanto riguarda il 2017. Dal giorno successivo vanno in onda le repliche della trasmissione per tutto il periodo natalizio. L'8 gennaio Forum torna in diretta in entrambi gli appuntamenti giornalieri con le prime puntate del 2018. Il 25 marzo viene a mancare il giudice Maretta Scoca e il giorno dopo viene ricordata con una clip. Dal 12 aprile entra a far parte del cast giuridico di Forum l'avvocato Simona Napolitani. Il 18 aprile va in onda l'ultima puntata in diretta de Lo Sportello di Forum; il giorno seguente va in onda l'ultima puntata in diretta di Forum e nello stesso pomeriggio vengono registrate le ultime puntate della trasmissione. Dal 19 aprile, per il settimo anno consecutivo, secondo la strategia di risparmio Mediaset, il programma va in onda con delle puntate inedite registrate nel periodo settembre-aprile dopo le dirette giornaliere. L'ultima puntata di questa stagione va in onda l'8 giugno 2018. Dal giorno seguente riprendono le repliche del programma fino a sabato 8 settembre.
Domenica 9 settembre 2018 va in onda una puntata speciale del programma, dalle 14:00 alle 18:45 su Canale 5 dal titolo Forum Presenta: Genitori e Figli. In questa puntata, entra a far parte del cast artistico del programma la giornalista Elena Testi, in sostituzione di Giulia Giorgi, la quale lascia la trasmissione lunedì 10 settembre per il periodo di maternità. Il giudice Giovanna De Virgiliis lascia Forum ed al suo posto arriva il giudice Melita Cavallo. Lunedì 10 settembre il programma inizia la sua 34ª edizione con una sigla graficamente rinnovata, un nuovo logo ed un parziale rinnovo dello studio. Da quest'anno, per consentire a Barbara Palombelli di occuparsi anche di Stasera Italia, il rotocalco dell'access prime time di Rete 4, Forum torna in diretta dal lunedì al venerdì, consentendo alla conduttrice di mantenere tutti e due i suoi impegni. La diretta del programma per il 2018 termina venerdì 14 dicembre e dal giorno seguente vanno in onda le repliche natalizie titolate Forum - Il meglio di, fino a sabato 5 gennaio 2019. Lunedì 7 gennaio 2019 riprende la diretta del programma in entrambi gli appuntamenti fino alla fine di questa edizione. Il 23 gennaio 2019, a seguito di indiscrezioni di stampa relative a un'inchiesta condotta dalla Procura di Catania dove menzionano, tra gli altri, anche l'avvocato Francesco Foti, la società Corìma che cura la produzione esecutiva del programma, ha informato Mediaset di aver sospeso temporaneamente e in via prudenziale il rapporto di collaborazione con l'avvocato Foti, in attesa che venga chiarita la posizione di quest'ultimo. Dal 15 febbraio torna a far parte del cast giuridico di Forum Gianfranco D'Aietti. Martedì 30 aprile, nella puntata de Lo Sportello di Forum, debutta il nuovo giudice del programma, Bartolo Antoniolli. Le ultime puntate in diretta della trasmissione, sia della versione mattutina che di quella pomeridiana, vanno in onda giovedì 30 maggio, lasciando spazio da venerdì 31 maggio a venerdì 7 giugno alle puntate di Forum registrate in precedenza. Venerdì 31 maggio vengono registrate le ultime due puntate; inoltre, nella stessa giornata, senza nessun preavviso al pubblico su Canale 5 viene mandata in onda una replica. Venerdì 7 giugno va in onda l'ultima puntata di Forum e de Lo Sportello di Forum della 34ª edizione e viene annunciato che l'avvocato Marina Spoletini dopo 6 anni lascia la trasmissione. Dal giorno seguente partono le repliche estive che vanno in onda fino al 7 settembre.
Domenica 8 settembre 2019 alle 14:00 parte la 35ª edizione di Forum; lo speciale pomeridiano quest'anno si chiama Forum presenta: il diritto all'identità ed ha tra i numerosi ospiti il nuotatore Manuel Bortuzzo e la conduttrice Alda D'Eusanio. In puntata vengono introdotti nuovi personaggi che entrano a far parte del cast artistico e giuridico del programma: l'avvocato Giulia Befera, che assisterà i giudici insieme all'avvocato Daniele La Valle, e Giulia Campesi, che si occuperà del web. Il giudice Maria Giovanna Ruo invece lascia la trasmissione dopo aver partecipato a 5 edizioni; anche Elena Testi non farà più parte della squadra dei giornalisti del programma per passare a Tagadà, il programma di Tiziana Panella, in onda su La7 quasi allo stesso orario, con una sfida differente, per rispettare l'orario sul termine. Il giorno dopo riprendono i quotidiani appuntamenti con Forum, alle 11:00 su Canale 5 e alle 14:00 su Rete 4 con Lo Sportello di Forum. Dal 6 dicembre rientra nel cast giuridico del programma l'avvocato Francesco Foti. La diretta di Forum e Lo Sportello di Forum per il 2019 termina venerdì 13 dicembre; dal giorno seguente partono le repliche natalizie, titolate Forum Natale, fino a lunedì 6 gennaio 2020. Martedì 7 gennaio riprendono su Canale 5 e Rete 4 i quotidiani appuntamenti della trasmissione in diretta. Rientra nel cast Ladislao Liverani, in sostituzione di Paolo Ciavarro, assente in quanto partecipante alla quarta edizione del reality Grande Fratello VIP. L'edizione viene interrotta finendo in anticipo il 13 marzo con le ultime puntate del programma e successivamente va in onda in replica a seguito dell'emergenza di COVID-19. Il 4 maggio, la conduttrice Barbara Palombelli comunica al pubblico tramite Facebook che la trasmissione sarebbe ripresa ad andare in onda con le nuove puntate in diretta a partire da settembre. Forum e Lo Sportello di Forum continueranno comunque ad andare in onda ma con delle repliche. La 35ª edizione di Forum riprende il 2 settembre mentre Lo Sportello di Forum il 4, trasmettendo puntate inedite registrate in precedenza, fino all'11. Con 127 puntate su Canale 5 e 125 su Rete 4, questa è l'edizione più breve da quando il programma è in onda quotidianamente.
Lunedì 14 settembre 2020 il programma torna in diretta con la sua 36ª edizione nel mattino di Canale 5 e nel primo pomeriggio di Rete 4, condotto per l'ottavo anno di fila da Barbara Palombelli. A seguito della pandemia da COVID-19, la puntata introduttiva domenicale non viene più realizzata per evitare assembramenti. Lo studio del programma subisce delle modifiche per rispettare le distanze di sicurezza. A partire da questa stagione esce di scena l'avvocato Nino Marazzita e viene istituita la figura dell'avvocato d'ufficio, interpretato dall'avvocato Adriano Squillante e, a partire dal 22 settembre, anche da Gabriel Frasca, in rappresentanza dei contendenti che a causa della pandemia o, perché impossibilitati, non possono entrare in studio. Il 18 dicembre vanno in onda le ultime puntate di Forum e Lo Sportello di Forum del 2020; durante la pausa natalizia vanno in onda le repliche titolate Forum Natale. Giovedì 7 gennaio 2021 riprendono gli appuntamenti quotidiani su Canale 5 e Rete 4 con le nuove puntate del programma. Venerdì 2 aprile entra a far parte della squadra degli avvocati d'ufficio l'avvocato Simone Buffardi de Curtis. Per lasciare spazio alle edizioni speciali del TG4, Lo Sportello di Forum durante la stagione ha subito alcune modifiche di palinsesto: il 21 settembre 2020 va in onda dalle 14:00 alle 14:45, il 12 marzo 2021 dalle 15:50 alle 17:25, il 16 aprile dalle 17:00 alle 18:30 mentre il 27 aprile non va in onda. Per sei puntate Valeria Altobelli e Giada Massara tornano come assistenti della conduttrice, sostituendo gli attuali, costretti ad un periodo di quarantena. L'ultima puntata in diretta di Forum su Canale 5 di questa stagione va in onda lunedì 10 maggio, mentre l'ultima puntata in diretta de Lo Sportello di Forum su Rete 4 va in onda martedì 11 maggio; dal giorno successivo entrambe le trasmissioni vanno in onda con puntate registrate in precedenza fino a venerdì 28 maggio 2021, giorno in cui vanno in onda le ultime puntate del programma, registrate venerdì 14 maggio. Dal 29 maggio partono le consuete repliche estive in onda sempre nella stessa fascia oraria, fino all'11 settembre.
Lunedì 13 settembre 2021 Forum e Lo Sportello di Forum tornano in diretta con la 37ª edizione, condotti per il nono anno da Barbara Palombelli. Escono di scena in questa nuova stagione il giudice Gianfranco D'Aietti e l'avvocato d'ufficio Adriano Squillante; viene inoltre istituita una nuova figura giuridica, gli uditori: ragazzi e ragazze, aspiranti magistrati, che in postazioni a loro dedicate assistono al dibattimento, intervengono e poi insieme al giudice di turno elaborano la sentenza. Lunedì 4 ottobre Lo Sportello di Forum non va in onda per lasciare spazio ad un lungo speciale del TG4 dedicato ai risultati elettorali delle elezioni amministrative. La diretta di Forum e Lo Sportello di Forum per il 2021 termina venerdì 17 dicembre; l'appendice pomeridiana va in onda con una puntata inedita anche lunedì 20 dicembre. Da sabato 18 dicembre partono le repliche natalizie, titolate Forum Natale, fino a sabato 8 gennaio 2022. Lunedì 10 gennaio riprendono gli appuntamenti quotidiani della trasmissione in diretta. Venerdì 28 gennaio Lo Sportello di Forum non va in onda per lasciare spazio ad uno speciale di Quarta Repubblica dedicato all'elezione del presidente della Repubblica. L'appendice pomeridiana di Forum non va in onda neanche giovedì 3 febbraio, sostituita da Speciale TG4 – La partita del Quirinale, speciale del TG4 per seguire l'insediamento e il giuramento del presidente della Repubblica Sergio Mattarella. L'ultima puntata in diretta de Lo Sportello di Forum su Rete 4 va in onda giovedì 12 maggio mentre l'ultima puntata in diretta di Forum su Canale 5 va in onda venerdì 13 maggio. Da lunedì 16 maggio, giorno in cui sono state registrate le ultime puntate della stagione, la trasmissione inizia ad andare in onda con puntate registrate in precedenza. Venerdì 27 maggio vengono trasmesse le ultime due puntate della stagione, dando appuntamento al pubblico per settembre con le nuove puntate. Dal 28 maggio partono le repliche estive, sempre nello stesso slot orario, denominate Forum il meglio di su Canale 5 e Lo Sportello di Forum estate su Rete 4. Anche quest'anno, all'interno delle repliche ci saranno clip inedite in cui i giudici, a turno, risponderanno ai quesiti giuridici del pubblico.
Lunedì 12 settembre 2022 Forum e Lo Sportello di Forum tornano in diretta con la loro 38ª edizione rispettivamente dalle 11:00 alle 13:00 su Canale 5 e nel primo pomeriggio dalle 14:00 alle 15:30 su Rete 4, condotta per il decimo anno di fila da Barbara Palombelli. Edoardo Donnamaria lascia la trasmissione dopo 5 edizioni e viene sostituito da una nuova ragazza, Roberta Fontana. Anche il giornalista Claudio Giambene lascia la trasmissione dopo 7 edizioni. Il resto della squadra giuridica ed artistica è stata invece confermata. In questa nuova stagione all'interno del programma sono presenti in alcune puntate giovani studenti di giurisprudenza che avranno la possibilità di usufruire della struttura e delle competenze della squadra di lavoro della trasmissione per migliorare il loro percorso di studi. Lunedì 19 settembre la puntata di Forum su Canale 5 non va in onda per lasciare spazio a Verissimo in collaborazione con TG5, che presenta: The Queen - Addio alla Regina. Venerdì 25 novembre vanno in onda le ultime puntate in diretta di Forum e Lo Sportello di Forum del 2022 prima della pausa natalizia, anticipata quest'anno da Mediaset per via del Campionato mondiale di calcio 2022. Dal 26 novembre il programma va in onda in replica, sempre nello stesso slot orario, fino a sabato 7 gennaio 2023. Lunedì 9 gennaio riprende la diretta della trasmissione su Canale 5 e Rete 4 con le prime puntate inedite del 2023. Lunedì 13 febbraio 2023 l'appendice pomeridiana di Forum non va in onda per lasciare spazio ad una puntata speciale di Quarta Repubblica dedicata alle elezioni regionali in Lazio e Lombardia. Mercoledì 3 maggio sono state registrate le ultime puntate della stagione di Forum e de Lo Sportello di Forum che vanno in onda mercoledì 31 maggio 2023. Dal giorno successivo partono le consuete repliche estive: vanno in onda nello stesso slot orario e prendono il titolo di Forum - il meglio di... estate per la puntata mattutina mentre Lo Sportello di Forum estate per l'appendice pomeridiana. Le repliche andranno in onda fino al 9 settembre.
Lunedì 11 settembre 2023 Forum e Lo Sportello di Forum tornano in diretta con la loro 39ª edizione rispettivamente dalle 11:00 alle 13:00 su Canale 5 e nel primo pomeriggio dalle 14:00 alle 15:30 su Rete 4, condotta per l'undicesimo anno di fila da Barbara Palombelli. Edoardo Donnamaria torna a far parte del cast artistico del programma. In questa nuova stagione viene inserita una nuova figura giuridica, l'avvocato del minore, interpretato dagli avvocati Gabriel Frasca ed Eleonora Addante, una presenza che monitorerà, su richiesta del giudice, la situazione dei minori coinvolti quando la separazione dei genitori risulterà complessa. L'altra novità riguarda l'utilizzo in studio dell'intelligenza artificiale, che verrà interpellata per chiedere informazioni in tempo reale, come per esempio, dati e sentenze analoghe in altri Paesi. Martedì 5 dicembre salta la puntata di Forum su Canale 5 per lasciare spazio allo Speciale TG5 sui funerali di Giulia Cecchettin. Venerdì 15 dicembre vanno in onda le ultime puntate inedite del 2023 di Forum e de Lo Sportello di Forum. Dal giorno successivo, per tutto il periodo natalizio, vanno in onda le repliche del programma che per l'occasione prendono il titolo di Il meglio di Forum inverno, fino al 6 gennaio. Le repliche invernali de Lo Sportello di Forum, per aiutare gli ascolti di Stasera Italia, da lunedì 18 dicembre variano il loro orario di messa in onda: la prima parte del programma va in onda come sempre dalle 14:00 alle 14:50 mentre la seconda parte viene posticipata nella fascia preserale tra le 19:50 e le 20:30, sempre su Rete 4 ma dopo appena tre giorni viene ripristinato l'orario originale dalle 14:00 alle 15:30 a causa dei bassi indici d'ascolto registrati nella fascia preserale. Lunedì 8 gennaio riprendono gli appuntamenti quotidiani della trasmissione su Canale 5 e Rete 4. Martedì 30 aprile e mercoledì 29 maggio Lo Sportello di Forum viene sostituito da repliche. Mercoledì 8 maggio sono state registrate le ultime puntate della 39ª edizione di Forum e de Lo Sportello di Forum che vanno in onda venerdì 31 maggio. Dal 1º giugno al 7 settembre vanno in onda le repliche per tutta l'estate.
Lunedì 9 settembre 2024 Forum e Lo Sportello di Forum tornano in diretta con la loro 40ª edizione rispettivamente dalle 11:00 alle 13:00 su Canale 5 e nel primo pomeriggio dalle 14:00 alle 15:30 su Rete 4, condotta per il dodicesimo anno di fila da Barbara Palombelli. Per i 40 anni del programma, la prima puntata della stagione celebra l'evento con una clip che ripercorre la storia del tribunale più longevo della tv e vengono mostrati alcuni video auguri tra cui quelli delle ex conduttrici della trasmissione, Rita dalla Chiesa e Paola Perego. Il giudice Melita Cavallo, dopo 6 stagioni, lascia la trasmissione e viene sostituita dall'avvocato Annamaria Bernardini de Pace, che entra a far parte del cast giuridico. Escono di scena anche le assistenti Roberta Fontana, dopo 2 stagioni, e Sofia Odescalchi, dopo 8 stagioni. Entra a far parte del cast artistico del programma Chiara Stile. Novità della 40ª edizione è l'inserimento di casi in cui il convenuto nega l'addebito. Per poter accertare il fatto, Forum affida quindi il caso a una figura irrituale, l'avvocato istruttore, interpretato dall'avvocato Gabriel Frasca, che avrà l'incarico di reperire elementi probatori aggiuntivi, da fornire al giudice per agevolare la ricerca della verità. Le ultime puntate dell'anno vanno in onda il 13 dicembre e dal giorno seguente al 6 gennaio 2025 sono sostituite da repliche. Dal 7 gennaio il programma e il suo spin-off ripartono regolarmente. Il 23 aprile Forum non va in onda su Canale 5 per lasciare spazio ad una puntata speciale di Mattino Cinque News che ha seguito in diretta il rito della traslazione della salma di Papa Francesco. Lunedì 12 maggio va in onda l'ultima puntata in diretta de Lo sportello di Forum mentre martedì 13 maggio l'ultima puntata in diretta di Forum. Venerdì 30 maggio vengono mandate in onda le ultime puntate inedite della stagione registrate in precedenza. Dal giorno seguente, come ogni anno, vanno in onda le repliche nello stesso slot orario del programma, in attesa della nuova stagione in partenza a settembre.

## Cast

### Conduttrici
- Catherine Spaak (1985-1988)
- Rita dalla Chiesa (1988-1997; 2003-2013)
- Paola Perego (1997-2003)
- Barbara Palombelli (dal 2013)

### Giudici
- Francesco Foti (Forum dal 7 settembre 2009 - Lo Sportello di Forum dal 4 settembre 2012) Dal 23 gennaio al 6 dicembre 2019 è assente dal programma
- Simona Napolitani (Forum dal 14 settembre 2018 - Lo Sportello di Forum dal 12 aprile 2018)
- Bartolo Antoniolli (Forum dall'8 settembre 2019 - Lo Sportello di Forum dal 30 aprile 2019)
- Annamaria Bernardini de Pace (Forum 9 settembre 2018 e dal 9 settembre 2024 - Lo Sportello di Forum dal 9 settembre 2024)

#### Avvocati
- Daniele La Valle (Forum dal 20 settembre 2016, Lo Sportello di Forum dal 23 settembre 2016)
- Giulia Befera (Forum dall'8 settembre 2019 - Lo Sportello di Forum dal 9 settembre 2019)
- Enrico Maria Mazzieri (Forum dal 25 febbraio 2025 - Lo Sportello di Forum dal 25 febbraio 2025)
- Gabriel Frasca (Forum dal 22 settembre 2020 - Lo Sportello di Forum dal 22 settembre 2020)
- Eleonora Addante (Forum dall'11 settembre 2023 - Lo sportello di Forum dall'11 settembre 2023)

#### Uditori
Nuova figura giuridica istituita a partire dalla 37ª edizione di Forum e de Lo Sportello di Forum. Si tratta di giovani avvocati che a turno, durante ogni puntata, partecipano alla trasmissione e prima della sentenza emettono pareri legali e curiosità sulle argomentazioni venute fuori all'interno della puntata.

### Collaboratori
- Giulia Lea Giorgi (dal 7 settembre 2015)
- Camilla Ghini (dal 5 settembre 2016)
- Paolo Ciavarro (dal 5 settembre 2016 al 13 dicembre 2019, dal 2 settembre 2020)
- Edoardo Donnamaria (dal 10 settembre 2017 al 27 maggio 2022, dall'11 settembre 2023)
- Ladislao Liverani (dall'11 dicembre 2017 al 7 giugno 2019, dal 7 gennaio 2020)
- Giulia Campesi (dall'8 settembre 2019)
- Chiara Stile (dal 9 settembre 2024)

#### Giudici precedenti
- Santi Licheri (dal 29 settembre 1985 al 29 maggio 2009)[N 2]
- Guido Cucco (sostituisce il giudice Santi Licheri nel 1994/1995 per sole due puntate)
- Domenico Colaiuta (sostituisce il giudice Santi Licheri nel 1995/1996 per qualche settimana)
- Tina Lagostena Bassi (dal 14 settembre 1998 al 19 febbraio 2008)
- Ferdinando Imposimato (dall'8 gennaio 2001 al 29 maggio 2008)
- Massimiliano Dona (nel dicembre del 2004 per una sola puntata)
- Luigi Di Majo (dal 6 novembre 2006 al 30 maggio 2008)
- Maretta Scoca (dal 10 settembre 2007 al 23 marzo 2018)
- Beatrice Dalia (dal 24 gennaio 2008 all'11 giugno 2015)
- Stefano Marzano (dal 19 marzo 2008 al 30 maggio 2014)
- Francesco Riccio (dall'8 settembre 2008 al 1º giugno 2012)
- Raffaello Ciardi (dall'8 settembre 2008 al 29 maggio 2009)
- Giovanni Flauti (dal 7 settembre 2009 al 3 giugno 2011)
- Italo Ormanni (dal 5 settembre 2011 al 31 maggio 2013)
- Nino Marazzita (dal 9 settembre 2013 al 13 dicembre 2019)
- Maria Giovanna Ruo (dal 7 novembre 2014 al 5 giugno 2019)
- Giovanna Carla De Virgiliis (dal 7 settembre 2015 al 4 giugno 2018)
- Melita Cavallo (11 settembre 2016 e dal 9 settembre 2018 al 31 maggio 2024)
- Simonetta Agnello Hornby (11 settembre 2016 in occasione della puntata Forum presenta: i nuovi diritti)
- Massimo Brandimarte (dal 1º dicembre 2016 al 2 marzo 2017)
- Gianfranco D'Aietti (1º dicembre 2017; dal 15 febbraio 2019 al 28 maggio 2021)
- Daniele La Valle (4 settembre 2020, Lo Sportello di Forum)

#### Avvocati precedenti
- Manuel Paroletti (dal 5 al 30 settembre 2016)
- Marina Spoletini (dal 5 settembre 2016 al 7 giugno 2019)
- Adriano Squillante (dal 14 settembre 2020 al 28 maggio 2021)
- Simone Buffardi de Curtis (dal 2 aprile 2021 al 31 maggio 2023)

#### Collaboratori precedenti
- Pasquale Africano (1985-2004) nel ruolo della guardia giurata
- Roberta Orlandi (1985-1988)
- Fabiano Lo Faro (1985-1986; 1988-1994)
- Mauro Carli (1986-1988)
- Monica Dorigatti (1988-1990)
- Maura Angelucci (1988-1994)
- Mirta Pepe (1992-2003)
- Fabrizio Bracconeri (1993-1997, 2004-2013)
- Enrico Mutti (1994-1995)
- Tommy Tomaszewski (1995-1996)
- Teo Mammucari (dal settembre al dicembre 1996)
- Teka Kanga (dal gennaio al giugno 1997)
- Ferdinando Brochard (dal settembre al dicembre 1997)
- Marco Senise (dal gennaio 1998 al giugno 2001, dal gennaio 2003 al 31 maggio 2013)
- Marco Bellavia (dal settembre 2001 al dicembre 2002)
- Stefano Venturini (aprile 2013, sostituisce Fabrizio Bracconeri per alcune puntate)
- Antonio Frascadore (dal 9 settembre 2013 al 12 giugno 2015)
- Valeria Altobelli (dal 9 settembre 2013 al 10 giugno 2016, nel 2021 sostituisce per 6 puntate gli attuali assistenti)
- Giada Massara (dal 9 settembre 2013 al 12 giugno 2015, dal 7 settembre 2015 al 2022 è presente solo in sostituzione di altri collaboratori assenti)
- Enrico Cimolai (dal 7 settembre 2015 al 10 giugno 2016)
- Claudio Giambene (dal 7 settembre 2015 al 27 maggio 2022)
- Camilla Tedeschi (dal 5 settembre 2016 al 16 giugno 2017)
- Sofia Odescalchi (dal 5 settembre 2016 al 31 maggio 2024)
- Elena Testi (dal 9 settembre 2018 al 7 giugno 2019)
- Roberta Fontana (dal 12 settembre 2022 al 31 maggio 2024)

#### Inviati
- Chiara Sani (1995-2005)
- Gino Cogliandro (1997-2003)
- Corrado Tedeschi
- Riccardo Rossi (1996-1999)

#### Registi
- Italo Felici (1985-1993 Forum)
- Laura Basile (1993-1997 Forum, Affari di famiglia, Forum di sera)
- Elisabetta Nobiloni Laloni (1997-2007 Forum, Forum di sera, Forum 20 anni, Forum - Sessione pomeridiana)
- Micaela Berlini (2008 Forum, Sessione pomeridiana - Tribunale di Forum)
- Giuseppe Sciacca (2008/2009 Forum, Sessione pomeridiana - Tribunale di Forum)
- Maurizio Spagliardi (2009-2010 Forum, Sessione pomeridiana - Tribunale di Forum)
- Barbara Di Lieto (2010-2011 Forum, Sessione pomeridiana - Tribunale di Forum, Forum Bau)
- Massimiliano Papi (2011-in corso Forum, Sessione pomeridiana - Tribunale di Forum, Lo Sportello di Forum, Forum 30 anni, Forum presenta La famiglia che cambia, Forum presenta Libere dalla violenza?, Forum presenta I Nuovi diritti, Forum presenta Il Diritto alla vita, Forum presenta Genitori e figli, Forum Presenta Il Diritto all'identità).

## Studi televisivi
Forum e Lo Sportello di Forum
- Dal 1985 al 1987 presso lo studio Clodio della C.C.C. (Cerrato Compagnia Cinematografica) in Via Augusto Riboty 18 a Roma.
- Dal 1987 al 1988 presso lo studio 3 del Centro Safa Palatino in Piazza Santi Giovanni e Paolo 8 a Roma.
- Dal 1988 al 1993 presso lo studio 2 del Centro Safa Palatino in Piazza Santi Giovanni e Paolo 8 a Roma.
- Dal 1993 al 1997 presso lo studio 1 del Centro Safa Palatino in Piazza Santi Giovanni e Paolo 8 a Roma.
- Dal 1997 al 1999 presso lo studio 1 del Centro Titanus Elios in via Tiburtina 1361 a Roma.
- Dal 1999 al 2007 presso lo studio 2 del Centro Titanus Elios in via Tiburtina 1361 a Roma.
- Dal 2008 presso lo studio 3 del Centro Titanus Elios in via Tiburtina 1361 a Roma.

Forum di sera
- Dal 1994 al 1995 presso lo studio 1 del Centro Safa Palatino in Piazza Santi Giovanni e Paolo 8 a Roma.
- Dal 1996 al 1998 presso il Teatro Orione in Via Tortona 3 a Roma.
- Dal 1999 al 2000 presso gli studi del Centro Titanus Elios in Via Tiburtina 1361 a Roma.

Forum 20 Anni
- 16 settembre 2004 - Dal Teatro Parioli in Via Giosuè Borsi 20 a Roma.

## Edizioni e ascolti

### 1985 - 2006:Forum
| Edizione | Anno      | Conduzione        | Forum          | Forum  | Rete televisiva |
| Edizione | Anno      | Conduzione        | Telespettatori | Share  | Rete televisiva |
| -------- | --------- | ----------------- | -------------- | ------ | --------------- |
| 1ª       | 1985-1986 | Catherine Spaak   | –              | –      | Canale 5        |
| 2ª       | 1986-1987 | Catherine Spaak   | –              | –      | Canale 5        |
| 3ª       | 1987-1988 | Catherine Spaak   | –              | 13,00% | Canale 5        |
| 4ª       | 1988-1989 | Rita dalla Chiesa | –              | –      | Canale 5        |
| 5ª       | 1989-1990 | Rita dalla Chiesa | –              | –      | Canale 5        |
| 6ª       | 1990-1991 | Rita dalla Chiesa | –              | –      | Canale 5        |
| 7ª       | 1991-1992 | Rita dalla Chiesa | 4 000 000      | 26,00% | Canale 5        |
| 8ª       | 1992-1993 | Rita dalla Chiesa | 3 800 000      | 25,00% | Canale 5        |
| 9ª       | 1993-1994 | Rita dalla Chiesa | 2 300 000      | 23,00% | Canale 5        |
| 10ª      | 1994-1995 | Rita dalla Chiesa | –              | –      | Canale 5        |
| 11ª      | 1995-1996 | Rita dalla Chiesa | 2 350 000      | 25,00% | Canale 5        |
| 12ª      | 1996-1997 | Rita dalla Chiesa | –              | –      | Canale 5        |
| 13ª      | 1997-1998 | Paola Perego      | 1 600 000      | 18,00% | Rete 4          |
| 14ª      | 1998-1999 | Paola Perego      | –              | –      | Rete 4          |
| 15ª      | 1999-2000 | Paola Perego      | 2 300 000      | 20,00% | Rete 4          |
| 16ª      | 2000-2001 | Paola Perego      | –              | –      | Rete 4          |
| 17ª      | 2001-2002 | Paola Perego      | –              | –      | Rete 4          |
| 18ª      | 2002-2003 | Paola Perego      | 1 850 000      | 18,50% | Rete 4          |
| 19ª      | 2003-2004 | Rita dalla Chiesa | 2 000 000      | 17,00% | Rete 4          |
| 20ª      | 2004-2005 | Rita dalla Chiesa | –              | –      | Rete 4          |
| 21ª      | 2005-2006 | Rita dalla Chiesa | –              | 15,00% | Rete 4          |

### 2006 - 2007:Forum(Rete 4)eForum Sessione Pomeridiana(Rete 4)
| Edizione | Anno      | Conduzione        | Forum (Rete 4) | Forum (Rete 4) | Sessione Pomeridiana (Rete 4) | Sessione Pomeridiana (Rete 4) |
| Edizione | Anno      | Conduzione        | Telespettatori | Share          | Telespettatori                | Share                         |
| -------- | --------- | ----------------- | -------------- | -------------- | ----------------------------- | ----------------------------- |
| 22ª      | 2006-2007 | Rita dalla Chiesa | 1 505 000      | 17,00%         | 1 294 000                     | 8,50%                         |

### 2007 - 2012:Forum(Canale 5, fino al dicembre 2007 su Rete 4)eSessione Pomeridiana Tribunale di Forum(Rete 4)
| Edizione | Anno      | Conduzione        | Forum (Canale 5) | Forum (Canale 5) | Sessione Pomeridiana (Rete 4) | Sessione Pomeridiana (Rete 4) |
| Edizione | Anno      | Conduzione        | Telespettatori   | Share            | Telespettatori                | Share                         |
| -------- | --------- | ----------------- | ---------------- | ---------------- | ----------------------------- | ----------------------------- |
| 23ª      | 2007-2008 | Rita dalla Chiesa | 2 400 000        | 24,20%           | 1 432 000                     | 10,20%                        |
| 24ª      | 2008-2009 | Rita dalla Chiesa | 2 287 000        | 27,30%           | 1 617 000                     | 11,20%                        |
| 25ª      | 2009-2010 | Rita dalla Chiesa | 2 173 000        | 25,00%           | 1 500 000                     | 11,00%                        |
| 26ª      | 2010-2011 | Rita dalla Chiesa | 1 807 000        | 20,78%           | 1 300 000                     | 8,70%                         |
| 27ª      | 2011-2012 | Rita dalla Chiesa | 1 639 000        | 19,02%           | 1 194 000                     | 7,26%                         |

### Dal 2012:Forum(Canale 5)eLo Sportello di Forum(Rete 4)
| Edizione | Anno      | Conduzione         | Forum (Canale 5) | Forum (Canale 5) | Lo Sportello di Forum (Rete 4) | Lo Sportello di Forum (Rete 4) |
| Edizione | Anno      | Conduzione         | Telespettatori   | Share            | Telespettatori                 | Share                          |
| -------- | --------- | ------------------ | ---------------- | ---------------- | ------------------------------ | ------------------------------ |
| 28ª      | 2012-2013 | Rita dalla Chiesa  | 1 366 000        | 15,43%           | 837 000                        | 5,85%                          |
| 29ª      | 2013-2014 | Barbara Palombelli | 1 240 000        | 14,60%           | 883 000                        | 5,84%                          |
| 30ª      | 2014-2015 | Barbara Palombelli | 1 488 000        | 17,28%           | 1 100 000                      | 7,42%                          |
| 31ª      | 2015-2016 | Barbara Palombelli | 1 357 000        | 16,50%           | 960 000                        | 6,52%                          |
| 32ª      | 2016-2017 | Barbara Palombelli | 1 361 000        | 17,66%           | 969 000                        | 6,81%                          |
| 33ª      | 2017-2018 | Barbara Palombelli | 1 519 000        | 17,78%           | 1 093 000                      | 7,52%                          |
| 34ª      | 2018-2019 | Barbara Palombelli | 1 516 000        | 18,20%           | 983 000                        | 7,05%                          |
| 35ª      | 2019-2020 | Barbara Palombelli | 1 533 000        | 17,56%           | 1 011 000                      | 7,11%                          |
| 36ª      | 2020-2021 | Barbara Palombelli | 1 509 000        | 16,76%           | 871 000                        | 6,02%                          |
| 37ª      | 2021-2022 | Barbara Palombelli | 1 499 000        | 18,55%           | 789 000                        | 6,15%                          |
| 38ª      | 2022-2023 | Barbara Palombelli | 1 492 000        | 20,55%           | 716 000                        | 6,28%                          |
| 39ª      | 2023-2024 | Barbara Palombelli | 1 400 000        | 19,20%           | 733 000                        | 6,40%                          |
| 40ª      | 2024-2025 | Barbara Palombelli | 1 350 000        | 19%              | 721 000                        | 6,40%                          |
| 41ª      | 2025-2026 | Barbara Palombelli |                  |                  |                                |                                |

## Spin-off
- Affari di famiglia (in onda quotidianamente al mattino dal 24 febbraio al 12 giugno 1992 e per tutta la stagione 1992/1993 in prima serata su Canale 5).
- Forum Giovani (in onda per alcune puntate al sabato alle 13.35 nella stagione 1993/1994 su Canale 5).
- Forum di sera (in onda in prima serata, dal 31 maggio 1994, prima su Canale 5 e poi su Rete 4).
- Speciale Forum (puntate della seconda stagione di Forum di Sera (sospeso per bassi ascolti) riadattate e trasmesse alla domenica pomeriggio nell'estate 1995 su Canale 5).
- Forum Estate (in onda durante le estati 1993 e dal 1998 al 2002 con introduzioni inedite delle cause su Rete 4).
- Forum Sessione pomeridiana o Sessione Pomeridiana Tribunale di Forum (in onda dal 6 novembre 2006 al 1º giugno 2012 su Rete 4).
- Forum Preserale (repliche mandate in onda nel giugno 2007 nella fascia preserale di Rete 4).
- Forum Sessione pomeridiana del sabato (repliche delle sessioni pomeridiane in onda dall'8 settembre 2007 al 28 luglio 2012 su Rete 4).
- Sessione Pomeridiana Tribunale di Forum - Anteprima (in onda dal 1º marzo 2010 al 1º giugno 2012 su Rete 4).
- Forum Bau (rubrica sul mondo animale in onda dal 13 novembre al 18 dicembre 2010 su Rete 4).
- Forum Famiglie (cause in replica con protagoniste liti in famiglie in onda al mattino nel week end da settembre a ottobre 2011 su Canale 5).
- Lo Sportello di Forum (versione pomeridiana in onda dal 3 settembre 2012 su Rete 4).
- Lo Sportello di Forum - Anteprima (una causa pomeridiana in replica della stagione precedente in onda dal 14 luglio 2014 al 9 agosto 2014 su Rete 4).

## Puntate speciali diForum
- Il galà di Forum (puntata speciale di presentazione della nuova stagione, in onda in prima serata il 13 settembre 1998 su Rete 4).
- Forum 20 anni (puntata speciale per festeggiare il ventennale della trasmissione, in onda in prima serata il 16 settembre 2004 su Rete 4).
- Il verdetto (pilot in onda in prima serata il 31 maggio 2005 su Rete 4).
- Forum 30 anni (puntata speciale per festeggiare il trentennale della trasmissione, in onda nel pomeriggio di domenica 7 settembre 2014, dalle 15:40 alle 20:00, su Canale 5).
- Forum presenta La famiglia che cambia (puntata speciale per aprire la 31ª edizione del programma dedicata alla famiglia, in onda nel pomeriggio di domenica 6 settembre 2015, dalle 15:40 alle 20:00, su Canale 5).
- Forum presenta Libere dalla violenza? (puntata speciale dedicata alla violenza sulle donne, in onda martedì 24 novembre 2015, dalle 23:30, su Canale 5).
- Forum presenta I nuovi diritti (puntata speciale, in onda nel pomeriggio di domenica 11 settembre 2016, dalle 14:00 alle 18:45, su Canale 5).
- Forum presenta Il diritto alla vita (puntata speciale, in onda nel pomeriggio di domenica 10 settembre 2017, dalle 14:00 alle 18:45, su Canale 5).
- Forum presenta Genitori e figli (puntata speciale, in onda nel pomeriggio di domenica 9 settembre 2018, dalle 14:00 alle 18:45, su Canale 5).
- Forum presenta Il diritto all'identità (puntata speciale, in onda nel pomeriggio di domenica 8 settembre 2019, dalle 14:00 alle 18:45, su Canale 5).

### Ascolti
| Messa in onda     | Collocazione          | Ascolti                                       | Ascolti                       |
| Messa in onda     | Collocazione          | Telespettatori                                | Share                         |
| ----------------- | --------------------- | --------------------------------------------- | ----------------------------- |
| 16 settembre 2004 | Prima serata          | 2 098 000                                     | 9,20%                         |
| 7 settembre 2014  | Day-time (pomeriggio) | 1 183 000                                     | 10,52%                        |
| 6 settembre 2015  | Day-time (pomeriggio) | 1 391 000                                     | 11,33%                        |
| 24 novembre 2015  | Seconda serata        | 432 000                                       | 4,76%                         |
| 11 settembre 2016 | Day-time (pomeriggio) | 1 342 000                                     | 10,20%                        |
| 10 settembre 2017 | Day-time (pomeriggio) | 1 026 000 - 1 245 000                         | 6,81% - 8,60%                 |
| 9 settembre 2018  | Day-time (pomeriggio) | 1 196 000 - 1 169 000 - 1 230 000             | 9,00% - 10,90% - 11,88%       |
| 8 settembre 2019  | Day-time (pomeriggio) | 1 150 000 - 1 115 000 - 1 167 000 - 1 204 000 | 7,65% - 7,24% - 8,01% - 9,67% |

## Sigla
La sigla di Forum, composta da Dino Siani, è una sola, ma presenta diversi arrangiamenti a seconda della rete. Per l'edizione mattutina (andata in onda prima su Canale 5, poi su Rete 4 e poi di nuovo su Canale 5) la sigla è arrangiata in versione Violino e Orchestra da Silvio Amato (dal 2004), mentre nel periodo precedente (dal 1985 al 2004) ci furono diversi arrangiamenti (il primo dal 1985 al 1993 e il secondo dal 1993 al 2004). Quest'ultimo arrangiamento è ancora utilizzato come accompagno all'uscita dell'aula del giudice dopo aver letto la sentenza. Per l'edizione pomeridiana (in onda solo su Rete 4), dal 2006 al 2007 la sigla era la stessa dell'edizione mattutina. Da lunedì 7 gennaio 2008 a venerdì 1º giugno 2012, la sigla era arrangiata in versione Violoncello da Silvio Amato per la Sessione pomeridiana, mentre dal 3 settembre 2012 in poi è arrangiata in versione Chitarra acustica da Michele Centonze per Lo Sportello di Forum. Inoltre, da novembre a dicembre 2010, la sigla dello spin-off Forum Bau, in onda ogni sabato alle 13.30 era La gatta di Gino Paoli.

## Esportazione del format
Il format del programma è stato esportato anche in Spagna, prima su Telecinco col nome Veredicto e poi su Antena 3 che riprese il format col nome Veredicto final, ma lo cancellò per bassi ascolti. Successivamente, la tv spagnola di proprietà di Mediaset lo ripropose dal 2009 al 2014 col nome De buena ley.
In Polonia, il programma è andato in onda su Polonia 1 nel 1998 e poi su Tele 5 nel 2002 con il titolo Werdykt ed è stato condotto da Tomasz Tomaszewski che esordì nella conduzione affiancando Rita dalla Chiesa nell'edizione italiana.

## Controversie
Nel corso degli anni Forum è stato al centro di alcune polemiche, tra cui si ricordano le seguenti.
- Nella puntata in onda la mattina del 16 marzo 2011 su Canale 5, un contendente della prima causa di quel giorno bestemmiò in diretta televisiva lasciando attonito tutto il pubblico presente in studio; Rita Dalla Chiesa si scusò subito con i telespettatori e interruppe la trasmissione per qualche minuto mandando la pubblicità; al ritorno fece subito leggere la sentenza al giudice e passò alla causa successiva.[51][52]
- Nel marzo 2011 il programma ospitò, quali contendenti, due attori che interpretano una coppia di terremotati aquilani. Nel corso della causa la donna affermò che dopo il terremoto del 2009 il governo Berlusconi riuscì a ricostruire L'Aquila e riportare tutto alla normalità e chi si lamentò lo fece "per mangiare e dormire gratis".[53] Dalla Chiesa elogiò poi l'operato di Guido Bertolaso. La puntata sollevò varie indignate proteste, tra cui quella dell'assessore alla cultura del Comune dell'Aquila Stefania Pezzopane (esponente del Partito Democratico, a quel tempo all'opposizione nel Parlamento nazionale al Governo Berlusconi IV) che scrisse una lettera alla conduttrice Rita dalla Chiesa dicendo che: "Nella sua trasmissione, persone che, mi risulta, non hanno nulla a che vedere con L'Aquila, hanno fatto un quadro distorto e assolutamente non veritiero".[54][55][56][57] La signora poi ammise di aver recitato un copione e chiese scusa ai cittadini terremotati dell'Aquila, mentre Mediaset prese le difese della conduttrice smentendo una possibile costruzione a tavolino dell'episodio.[58] Il 16 aprile 2011 la stampa italiana riportò la notizia, trapelata da fonti interne a Mediaset, secondo la quale Emanuela Folliero[59] avrebbe sostituito Rita dalla Chiesa, che il 19[60] dichiarò di non essere disponibile a lasciare il programma spontaneamente (lasciando quindi intuire che fu Mediaset a licenziarla). In seguito Emanuela Folliero rilasciò un'intervista[61] in cui dichiarò che lo scoop di tre giorni prima era privo di ogni fondamento.
- Dal settembre 2008 all'ottobre 2012 molto spesso Rita Dalla Chiesa e Veronica Maya si sono scontrate sui giornali a causa della rivalità tra i due rispettivi programmi Forum e Verdetto finale. Precisamente Dalla Chiesa accusava il programma rivale, prodotto dalla Endemol per Rai 1, di essere una "copia tarocca" di Forum, ma Veronica Maya ha sempre respinto le accuse dicendo che i due programmi erano nettamente diversi: notare che dal 2011 la sessione pomeridiana di Forum si scontrava con Verdetto finale in seguito diventato dall'autunno 2014 Torto o ragione? Il verdetto finale e passato alla conduzione di Monica Leofreddi.
- Nella puntata in onda la mattina del 29 novembre 2012 su Canale 5,[62] due contendenti si picchiarono in diretta durante il dibattimento: Fabrizio Bracconeri sedò tale rissa e Rita Dalla Chiesa si scusò con il pubblico per l'increscioso incidente; anche a causa di questa vicenda, durante la 28ª stagione (2012-2013), Mediaset decise di cambiare gran parte degli opinionisti del programma.
- Nella puntata in onda la mattina del 12 marzo 2014 su Canale 5,[63] due contendenti si picchiarono in diretta durante il dibattimento: dopo che la rissa fu sedata da un collaboratore della regia, Palombelli si scusò con il pubblico.
- Il MOIGE ha sostenuto che, nella puntata del 15 gennaio 2014 che affrontava tematiche legate alla verginità, si assistette a episodi in cui «il sesso si unisce alla mercificazione del corpo della donna» e chiese a Mediaset di «riportare un po' di decenza nei suoi programmi».[64]

## Merchandising
In occasione dei 40 anni della trasmissione, l'11 settembre 2024 viene annunciata l'arrivo della rivista ufficiale del programma, chiamata Forum Magazine, il cui primo numero è uscito tre giorni dopo, il 14.

## Riconoscimenti
- Telegatti
  - 1993: Premio TV utile
  - 1995: Premio TV utile
  - 1996: Premio TV utile